# Thomas Tremblay
L'Honorable Thomas Tremblay était un juge, avocat et politicien québécois né à Saint-Roch-des-Aulnaies le 13 décembre 1895 et décédé à Québec le 24 avril 1988 à l'âge de 92 ans.

## Honneurs
- 1947 - Docteur en droit honoris causa de l'Université Laval
- 1947 - Commandeur de l'Ordre de Saint-Grégoire le Grand
- 1948 - Commandeur de l'Ordre du Mérite agricole
- 1959 - Docteur en droit honoris causa de l'Université de Montréal
- 1962 - Médaille Gloire de l'Escolle
- 1972 - Officier l'Ordre du Canada
- 1988 - Grand officier de l'Ordre national du Québec